# Testament d'Eustathios Boïlas
Le testament d’Eustathios Boïlas, écrit en avril 1059 par un moine prénommé Theodulus et dicté par Boïlas lui-même, est connu comme étant le premier testament d’un aristocrate byzantin laïque. Le document, rédigé en grec, fait état d’un large inventaire de ses biens matériels et immobiliers et dresse la liste de nombreux legs à ses deux filles ainsi qu’à deux églises. Après avoir été protospathaire et hypatos au service du duc Michel Apokapai, un haut placé militaire géorgien, il reste sans fonction officielle pendant les huit années précédant la rédaction du document. Le testament laisse peu d’indices permettant d’affirmer le lieu exact de la résidence d’Eustathios Boïlas au moment de sa rédaction.

## Eustathios Boïlas

### Famille

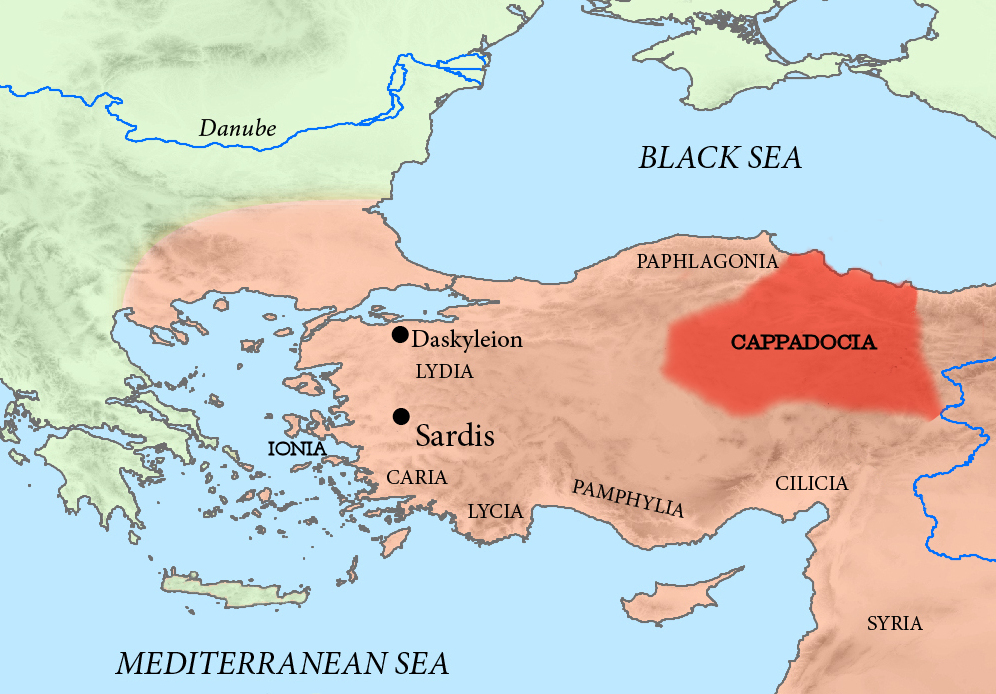
Thème de Cappadoce, région natale d'Eustathios Boïlas

Originaire du thème de Cappadoce, Eustathios Boïlas s’est marié avec une dénommée Anne dans sa région natale et le couple a eu trois enfants : Irène, Marie et Romain. Ce dernier est décédé à l’âge de 3 ans, suivi par sa mère trois années plus tard, celle-ci ayant pris le voile monastique après le mort de son fils et laissé son mari seul avec leurs deux filles. Selon la datation des indictions énoncées par Boïlas, le testament ayant été écrit à la douzième année de l’indiction, Romain serait décédé vers 1053 et Anne vers 1056, respectivement aux sixième et neuvième indictions. Quant aux filles, il n’est pas permis de savoir quel âge elles ont, bien qu’elles soient assez vieilles pour être mariées en 1059 puisque leurs époux respectifs, Grégoire et Michel, sont nommés dans le testament. Celui-ci, ne donnant aucun indice sur son année de naissance, il n’est non plus possible de déterminer l’âge qu’avait Boïlas en 1059.

### Exil
Boïlas a soudainement quitté sa région avec toute sa famille pour une autre située à une semaine et demie de distance de la première, sans toutefois en spécifier la localisation. Il dit arriver dans un « endroit couvert de forêt et inhospitalier, repaire de serpents, de scorpions et de bêtes sauvages » et mentionne que les Arméniens qui vivaient en face étaient incommodés par cet endroit. Le fait qu’il nomme précisément ce peuple et qu’il mentionne qu’il était entouré d’étrangers, d’une autre langue et d’une autre religion que lui, ne permet pas de tirer des conclusions quant à l’endroit où il se trouvait.
Le testament reste vague sur les raisons qui l’ont poussé à quitter sa région natale. Au début du texte, il raconte: « J’étais submergé par les difficultés et par la violence des vagues à tel point que je suis devenu un émigrant de la terre qui m’a vu naître ». Boïlas ne donne aucun détail supplémentaire sur ces difficultés dont il fait mention, ni sur ce qui l’a poussé à partir de chez lui. Nous pouvons toutefois supposer qu’il aurait eu des litiges irréconciliables avec ses employeurs. Certains historiens avancent qu’Eustathios Boïlas serait un parent de Romanus Boïlas, un personnage haut placé de l’administration byzantine, qui a dû s’exiler après avoir échoué une tentative pour s’emparer du trône de l'empereur Constantin IX en 1051. Comme l'exil d’Eustathios coïncide avec cet événement, celui-ci pourrait expliquer son départ forcé en raison de sa participation au complot de son homonyme. Cette théorie reste toutefois une supposition car il n’existe aucun moyen de la confirmer avec certitude,car le fait de partager son nom de famille avec Romulus ne prouve pas que les deux hommes soient apparentés, ni qu'ils aient complotés ensemble.
La syntaxe et la grammaire, qui sont plutôt déficientes dans le texte, ne permettent pas d’affirmer avec conviction si Boïlas a émigré après la naissance de ses trois enfants. Il pourrait également avoir quitté après son mariage et que ses enfants soient nés dans cette nouvelle région. La chronologie estimée de la vie d’Eustathios Boïlas par les historiens qui ont étudié son testament laisse plutôt croire que les enfants seraient tous nés avant d’avoir quitté la région de Cappadoce et qu’ils feraient partie des possessions que Boïlas dit avoir apporté avec lui, sans toutefois le spécifier distinctement.

### Carrière
Le poste de protospathaire que Boïlas a exercé pendant une quinzaine d’années auprès du duc Michel Apokapai était plutôt important à cette époque. Les personnes ayant ce titre étaient des haut placés, près des généraux supérieurs et des gouverneurs provinciaux. Boïlas était très fier de son statut social, de sa famille ainsi que de sa situation financière plutôt aisée. Pour l’époque, Eustathios Boïlas était un aristocrate de second ordre qui devait plusieurs de ses possessions à la famille du duc Michel Apokapai, son employeur pendant de nombreuses années. Boïlas mentionne dans son testament qu’après la mort de Michel, le fils de ce dernier, Basile, a continué à le récompenser et à lui accorder des faveurs pour les services qu’Eustathios a rendus à la famille. Le testament fait évidemment état de sa fortune avant sa mort, mais il y a peu d’information sur l’étendue de celle-ci avant son départ de Cappadoce. Nous savons toutefois qu’il avait déjà une situation financière privilégiée puisque le testament indique qu’il a émigré avec les nombreuses possessions qu’il avait à ce moment-là.

## Contenu du testament

### Accomplissements
Dès les premières lignes du testament, Eustathios Boïlas estime que le temps est venu de mettre tranquillement ses affaires en ordre, alors qu’il a encore la santé, « avec un esprit large et ouvert ». La proximité avec la mort, lui qui a perdu sa femme ainsi que son fils en bas âge, lui rappelle également l’importance que rien ne soit laissé au hasard après sa mort. Boïlas veut choisir lui-même à qui seront destinés ses possessions une fois qu'il aura quitté le monde des vivants et donne des instructions à ses filles pour la commémoration de son âme. Il mentionne ensuite les difficultés qu’il a connues et qui l’ont obligé à s’établir loin de chez lui, après une carrière d’une quinzaine d’années dans la fonction publique.
Boïlas dit avoir fait ce testament de son plein gré, sans prétention et en possession de tous ses moyens: « Moi, Eustathios […] rédige le présent testament écrit, signé et secret ». Il y voit une occasion de se repentir et de soulager le fardeau qui pèse sur son âme. Il enchaîne en affirmant avoir mené une vie libre et n’avoir aucune dette publique, lui qui a seulement profité de la providence miséricordieuse de l’Empereur ou des Apokapai, famille pour laquelle il a servi. Eustathios Boïlas a contribué à développer ses nouvelles terres avec un énorme investissement monétaire. Passant de terres sauvages à domaines habitables, il a aménagé « des prés, des vergers, des vignes, des jardins, des canalisations, des parcelles, des moulins à eau, tout ce qui est nécessaire et utile pour l’exploitation ».
Le testateur affirme avec fierté avoir pris soin de ses serviteurs et ses esclaves, qu’ils aient été achetés ou qu’ils soient nés sur ses terres. Quelques années avant la rédaction du testament, Boïlas les a affranchis et a pris des dispositions pour leur laisser un héritage, afin qu’ils soient libres et de véritables citoyens romains. Tous les enfants masculins ont eu l’opportunité d’apprendre et de servir dans l’église de Théotokos. Aucun esclave « ne peut être donné ou vendu d’aucune manière. Je désire qu’ils soient respectés et libres à tous les niveaux ».

### Legs et possessions

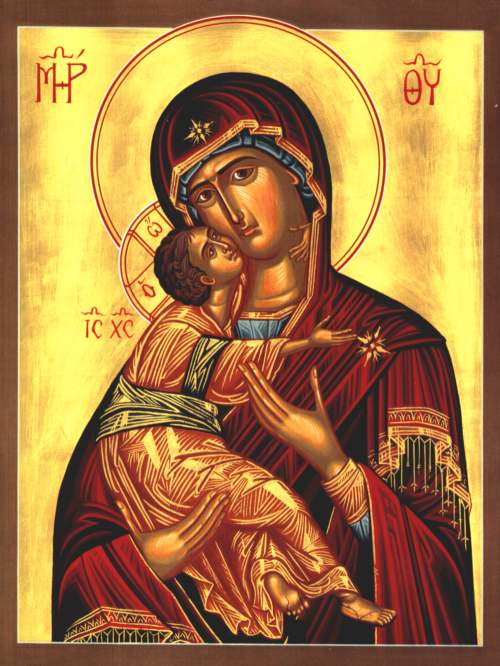
Théotokos (Mère de Dieu); Eustathios Boïlas fonde une église en son honneur

De tous les villages qu’il a remis en ordre après les avoir acquis dans un mauvais état, Eustathios Boïlas en a légué un à trois hommes orphelins et pauvres, sans toutefois spécifier leur âge ni le lien qu’ils avaient avec lui. D’autres ont été donnés et vendus aux Apokapai, à leur demande. Il laisse le domaine Tzantzoutis en dot à Irène, sa fille aînée, ainsi qu’à l'époux de celle-ci, une propriété qui rapporte annuellement une somme de 80 nomismata. Irène reçoit aussi en héritage « 30 livres de dot, avec les biens meubles, immeubles et animés qu’elle a déjà reçus, les uns tacitement, les autres explicitement, en âmes, en objet d’argent, en vêtements de soie et en bétail ». Quant à Marie, la fille cadette, elle reçoit, tout comme sa sœur, des meubles, tout comme des objets d’argent, de soie et du bétail. Elle a aussi droit à la moitié de la propriété de Bouzina, une autre des possessions de son père. Eustathios Boïlas exprime le souhait que ses deux filles et leurs maris respectifs gardent une bonne entente et habitent tous dans sa maison, dans la foi orthodoxe et « sous le regard de Théotokos ».
La seconde moitié du domaine de Bouzina est laissé à l’église de Théotokos que Boïlas a bâti, en plus de laisser de l’argent qui servira à l’entretien de l'établissement. À l’église de Sainte-Barbara, où reposent sa mère, sa femme et son fils et qui lui servira aussi de sépulture, Boïlas laisse de l’argent « pour les liturgies et les commémorations de l’église et des défunts ». Il laisse aux deux églises des croix en or ou en argent, des médaillons, plusieurs vases sacrés, des vêtements et des nappes d’autel en soie, des vases, des lustres, des reliques de saints, des icônes et des peintures dorées.
Il s’ensuit une liste exhaustive de sa collection de livres, son « trésor de grand prix, ou plutôt sans prix ». Le contenu de sa bibliothèque sera gardé au sein de l’église, mais devra rester à la possession et à la disposition de ses deux filles afin qu’elles puissent chanter, lire et apprendre. Les deux femmes, toujours selon la volonté de leur père, devront célébrer les différentes fêtes et services commémoratifs et « assurer le soin complet de l’église, du clergé et de mon âme misérable ». Enfin, il nomme ses deux beaux-fils comme administrateurs et exécuteurs testamentaires.

## Analyse du testament

### Manuscrits et éditions
Le testament original étant disparu, celui-ci nous est parvenu grâce à une copie provenant du manuscrit Coislin 263 de Paris, sur un parchemin de mauvaise qualité. Cette copie aurait été écrite par le moine Theodulus, affilié à l’église de Théotokos fondée par Boïlas, qui avait également créé le manuscrit original selon le texte dicté par le testateur. En effet, il s’agit de la même écriture que la personne ayant copié une œuvre de S. Jean Climaque, document Coislinianus gr. 263, et dans laquelle on trouve une version du testament d’Eustathios Boïlas. Le testament refait surface dans la collection de Pierre Séguier, un chancelier français du XVIIe siècle, mais le manuscrit ne contient aucune annotation qui permettrait de savoir comment il est parvenu jusqu’à lui, près de six siècles après sa rédaction. Il ne semble y avoir aucune piste sérieuse de la part des historiens qui puisse expliquer la vue du testament jusqu'en France. À la mort de Séguier, c’est son petit-fils qui hérite de sa bibliothèque et qui mandate une personne pour mettre de l’ordre dans les textes grecs. Le testament se voit alors attribuer la cote Coisl. 263, qui est restée la même encore à ce jour.
Bien que le manuscrit fait l’objet de quelques brèves mentions et descriptions, il faut attendre près de deux siècles avant que celui-ci soit réédité par V. Benesevic en 1907, après en avoir fait une copie lors d’un voyage à Paris. Le testament retombe dans l’oubli jusqu’à ce que S. Vryonis Jr en fasse une traduction anglaise en 1957, basé sur l’édition de Benesevic. Puis, Paul Lemerle publie une nouvelle édition grecque commentée en 1977, la version de Benesevic étant « entachée d’erreurs nombreuses et parfois graves: il a paru utile de donner une nouvelle édition qui se fonde sur l’examen direct du manuscrit de Paris ». Enfin, une traduction partielle française du testament est disponible depuis 2007 grâce à Vincent Déroche, à partir de l’édition grecque de Lemerle. Cette version ne tient pas compte de l'introduction, débute au passage où Boïlas raconte son arrivée dans sa nouvelle région et se termine après la liste des livres que contient sa bibliothèque personnelle.

### Style et attrait du document
Il est difficile de donner le sens exact de certains passages du texte en raison de plusieurs erreurs de grammaire et de syntaxe de la part du scribe. La présence de nombreuses modifications phonétiques, l’iotacisme, affecte également la lecture ainsi que la compréhension. Les historiens doivent supposer certains éléments pour en comprendre tout le sens, en particulier à propos des rapports entre Boïlas et la famille Apokapai. Ni Boïlas, ni Theodulus n’ont cru bon corriger la première version du texte dicté pour fins de clarifications. En effet, on peut lire ceci vers la fin du testament: « Je ne sais pas comment mon esclave Zoé, que j’ai acheté pour quatre cents nomismata, a pu être oubliée ». Ce passage aurait pu être ajouté dans une section ultérieure du testament si celui-ci n’était pas resté textuellement identique à sa première version.
Le testament d’Eustathios Boïlas attire l’attention pour plusieurs raisons. Tout d’abord, il est l’un des rares testaments du XIe siècle à être parvenus jusqu’à nous et le premier qui provient d'une personne laïque. Depuis l’édition de Paul Lemerle en 1977, un regain d’intérêt envers les sujets byzantins, en particulier ceux qui ont auparavant été écartés, peut être observé. Ceci explique par le fait même l’augmentation des études qui mentionnent le testament de ce magnat byzantin du XIe siècle. Le testament est très détaillé et donne une panoplie d’informations au sujet d’un grand propriétaire des provinces byzantines. C’est aussi le document le plus explicite sur les conditions des provinces de l’Est byzantin juste après le début des invasions seldjoukides, ce qui lui donne une valeur historique importante.
Le document donne plusieurs renseignements, à savoir comment cet homme a réussi à s’établir sur des terres qui étaient dans un état sauvage à son arrivée. Sans grandes infrastructures à sa disposition, il a réussi à les transformer en lieux propices à l'habitation. La valeur de tout ce que Boïlas lègue à ses filles et aux églises permet aussi d’en connaître davantage sur le niveau de prospérité des régions de l’Empire. La liste des différents objets qu'il a légués offre une perspective intéressante sur ceux-ci car il s'agit d'une source directe pour parfaire les connaissances sur la « civilisation matérielle byzantine ». Le testament offre des indications sur ces objets et la façon dont ils étaient utilisés et estimés par les gens de l'époque. Ces descriptions sont d'autant plus utiles car il n'existe plus aucun exemplaire de certains de ces objets.

#### Études
- Jean-Claude Cheynet, « L’aristocratie byzantine (VIIIe – XIIIe siècle) », Journal des savants, vol. 2, 2000, p. 281-322.
- (en) Peter Frankopan, « Land and Power in the Middle and Later Period » dans John Haldon (ed.), The Social History of Byzantium, Chichester, Éditions Wiley-Blackwell, 2009, p. 112-142.
- Michel Kaplan, Byzance ; Villes et campagnes, Paris, Éditions A. et J. Picard, 2006, 324 p.
- Paul Lemerle, Cinq études sur le XIe siècle byzantin, Paris, Éditions du Centre National de la Recherche Scientifique, 1977, 331 p.
- Maria Parani, Brigitte Pitakaris et Jean-Michel Spieser, « Un exemple d’inventaire d’objets liturgiques : le testament d’Eustathios Boïlas (avril 1059) », Revue des études byzantines, vol. 61, 2003, p. 143-165.
- (en) Greg Peters et C. Colt Anderson (ed.), A Companion to Priesthood and Holy Orders in Middle Ages, Boston, Éditions Brill, 2015, 386 p.